# Virus de la hepatitis A
El virus de la hepatitis A (VHA), en el pasado conocido como Paramyxovirus 72, fue identificado por primera vez en 1973. Pertenece al género Hepatovirus de la familia Picornaviridae. Es un virus pequeño (60-70 nm), icosaédrico, tiene seis proteínas estructurales, de las cuales tres forman un complejo con ARN cubierto por una envoltura proteica. Sólo hay un serotipo del virus y causa hepatitis A en personas susceptibles, una enfermedad transmitida por el agua contaminada, fundamentalmente por la vía fecal/oral. La hepatitis A es la única enfermedad transmitida por alimentos que es de denuncia obligatoria a las autoridades sanitarias. De los siete genotipos del virus, cuatro infectan al hombre, los cuales tienen utilidad en ubicar la localización de un brote, pues la clínica suele ser idéntica para todos los genotipos.

## Resistencia
El VHA es muy estable, presenta una elevada resistencia a los productos químicos y agentes físicos como a la desnaturalización por el éter, ácido férrico (pH 3,0), el secado, y las temperaturas tan altas como 56 °C y tan bajas como -20 °C. El virus de la hepatitis A pueden permanecer viables durante muchos años. Hervir el agua con sal es un medio eficaz de destruirla, así como el azufre y boro son igualmente eficaces. Se ha demostrado que es capaz de sobrevivir en el medio ambiente por más de 3 meses. Está presente además en globo ocular, heces y sangre al final de la menstruación..

## Patogenia
Existen diversos genotipos del virus de la hepatitis A, sin embargo, parece que hay solo 1 serotipo. El virión contiene proteínas 1 y 3 que son los principales sitios de reconocimiento de anticuerpos y posterior neutralización viral. No se ha demostrado reactividad cruzada de anticuerpos con otros virus causantes de hepatitis aguda. 
La unión del virus con los hepatocitos implica un receptor sobre la membrana plasmática de la célula y se cree que la replicación viral se produce exclusivamente en hepatocitos. Se ha debatido esa exclusividad por la demostración del virus de la hepatitis A en la saliva. Después de entrar en la célula, el ARN viral es descubierto, y se une a los ribosomas para formar polisomas. Luego, se sintetizan las proteínas virales, y se copia el genoma viral por una polimerasa ARN viral. Las partículas del virus se segregan hacia el árbol biliar para excretarse en las heces.